# Jambyl (distrito)
Jambyl (em cazaque:  Жамбыл ауданы, Jambyl aýdany) é um distrito da Jambyl (região) no sudeste Cazaquistão. O centro administrativo do distrito é o Auyl de Asy.